# Avena maroccana
Espèce
Avena maroccana est une espèce de plantes monocotylédones de la famille des Poaceae, sous-famille des Pooideae, originaire d'Afrique du Nord.
Ce sont des plantes herbacées annuelles, aux tiges dressées, pouvant atteindre 100 cm de long, et aux inflorescences en panicules.